# Amanecer ranchero
Amanecer ranchero ist ein mexikanischer Film aus dem Jahr 1942. Raúl de Anda führte die Regie bei dieser Ranchera. De Anda produzierte darüber hinaus auch den Film und verfasste das Drehbuch, das auf einer Vorlage von Juan Roca basierte.
Die Handlung des Films spielt auf einer Ranch. Ein ehrlicher Farmer führt eine glückliche Beziehung mit seiner Geliebten. Eines Tages taucht dann aber ein böser Landbesitzer auf und versucht, diesem seine Geliebte auszuspannen.
Für die Produktion von Amanecer ranchero war die Firma Producciones Raúl de Anda verantwortlich. Gedreht wurde auf der Rancho El Blanco in Mexiko-Stadt. Der Film hatte seine Premiere in Mexiko am 29. August 1942.